# 13. januar
13. januar je 13. dan leta v gregorijanskem koledarju. Ostaja še 352 dni (353 v prestopnih letih).

## Dogodki
- 27 pr. n. št. – Gaj Avgust Oktavijan vzpostavi principat
- 532 – upor Nike v Konstantinoplu
- 1501 – Husiti izdajo prvo pesmarico v češčini
- 1559 – okronanje angleške kraljice Elizabete I.
- 1610 – Galileo Galilei odkrije četrti Jupitrov satelit Kalisto
- 1898 – pariški dnevnik L'Aurore objavi Zolajevo odprto pismo J'accuse (Obtožujem)
- 1917 – v Združenem kraljestvu izenačena volilna pravica moških in žensk
- 1930 – Miki Miška se prvič pojavi v stripu
- 1943 – Adolf Hitler razglasi totalno vojno
- 1948 – prvi koncert oživljene Slovenske filharmonije
- 1958 – v rudniku Trbovlje zaradi nezadovoljstva rudarjev z z delovnimi pogoji in plačilom izbruhne prva organizirana stavka v Jugoslaviji po drugi svetovni vojni.
- 1992 – Vatikan prizna Slovenijo
- 2005:
  - v Ljubljani svetovna premiera Offenbachove opere Renske nimfe
  - ameriški raketni napad na Damadolo povzroči smrt 18 ljudi, od tega 4 teroristov Al Kajde
- 2012 – na italijanskem otoku Giglio nasede potniška ladja Costa Concordia, s 4.252 ljudmi na krovu (32 jih umre)

## Rojstva
- 1334 – Henrik II., kastiljski kralj († 1379)
- 1596 – Jan Josephszoon van Goyen, nizozemski slikar († 1656)
- 1737 – Joseph Hilarius Eckhel, avstrijski numizmatik († 1798)
- 1837 – Alojzij Matija Zorn, goriški nadškof, († 1897)
- 1850 – Charlotte E. Ray, ameriška učiteljica, odvetnica († 1911)
- 1858 – Oskar Minkowski, nemški patolog, fiziolog († 1931)
- 1859 – Kostis Palamas, grški pesnik (možen datum rojstva tudi 8. januar) († 1943))
- 1864 – Wilhelm Wien, nemški fizik, nobelovec 1911 († 1928)
- 1866 – Vasilij Sergejevič Kalinnikov, ruski skladatelj († 1901)
- 1874 – Jozef-Ernest van Roey, belgijski kardinal († 1961)
- 1887 – Anton Tanc, slovenski pisatelj, pesnik († 1947)
- 1902 – Georgij Maksimiljanovič Malenkov, ruski politik († 1988)
- 1904 – Bogomir Magajna, slovenski psihiater, pisatelj († 1963)
- 1908 – Earle Gilmore Wheeler, ameriški general († 1975)
- 1911 – Guido Del Mestri, italijanski kardinal († 1993)
- 1924 – Paul Karl Feyerabend, avstrijsko-ameriški filozof znanosti († 1994)
- 1927 – Sydney Brenner, južnoafriški biolog, nobelovec 2002 († 2019)
- 1957 – Vincencij Cankar, slovenski kitarist, član skupine Čuki
- 1961 – Graham McPherson, angleški pevec in igralec
- 1962 – Brane Završan, slovenski igralec in šansonjer
- 1968 – Gianni Morbidelli, italijanski avtomobilski dirkač
- 1970 – Marco Pantani, italijanski kolesar, zmagovalec Toura (1998) in Gira (1998) († 2004)
- 1973 – Juan Diego Florez, perujski operni pevec, tenorist
- 1977 – Orlando Bloom, angleški igralec
- 1980 – Wolfgang Loitzl, avstrijski smučarski skakalec
- 1989 – Tim Matavž, slovenski nogometaš
- 1990 – Liam Hemsworth, avstralski filmski in televizijski igralec
- 1993 – Andrej Hoivik, slovenski politik in kemik
- 2008 – Denis Lutar, slovenski diplomirani arhitekt in mafia boss

## Smrti
- 888 – Karel III. Debeli, frankovski kralj, cesar (* 839)
- 1147 – Robert de Craon, veliki mojster templarjev
- 1151 – Suger od Saint-Denisa, francoski opat, regent, zgodovinar, arhitekt (* 1081)
- 1177 – Henrik II., avstrijski vojvoda (* 1107)
- 1182 – Neža Babenberška, koroška vojvodinja, ogrska kraljica (* 1151)
- 1200 – Oton I., burgundski grof (* 1171)
- 1330 – Friderik I. Habsburški, avstrijski in štajerski vojvoda, nemški kralj  (* 1289)
- 1363 – Majnhard III., tirolski grof in vojvoda Gornje Bavarske (* 1344)
- 1368 – Marco Cornaro, 59. beneški dož (* 1286)
- 1415 – al-Firuzabadi, iranski leksikograf (* 1329)
- 1599 – Edmund Spenser, angleški pesnik (* 1552)
- 1790 – Luc Urbain du Bouexic de Guichen, francoski admiral (* 1712)
- 1850 – Jožef Kalasanc Likavec, slovenski teolog in filozof (* 1773)
- 1852 – Faddej Faddejevič Bellinsgauzen - Fabian Gottlieb von Bellingshausen, ruski raziskovalec (* 1778)
- 1864 – Stephen Collins Foster, ameriški skladatelj (* 1826)
- 1867 – Victor Cousin, francoski filozof (* 1792)
- 1916 – Victoriano Huerta, mehiški general, v letih 1913-1914 predsednik Mehike (* 1854)
- 1941 – James Augustine Aloysius Joyce, irski pisatelj (* 1882)
- 1942 – Vladimir Sergejevič Ignatovski, ruski matematik, fizik (* 1875)
- 1945 – Boris Zarnik, slovensko-hrvaški biolog (* 1883)
- 1973 – Fernando Cento, italijanski kardinal (* 1883)
- 1974 – Heinz Leinfellner, avstrijski kipar (* 1911)

## Prazniki in obredi
- nedelja po 6. januarju: Jezusov krst

## God
- sveta Iveta